# Limonium arborescens
Limonium arborescens es un planta perenne perteneciente a la familia de las plumbagináceas. Es un endemismo de las Islas Canarias, donde recibe el nombre común de siempreviva y tiene un hábito costero.

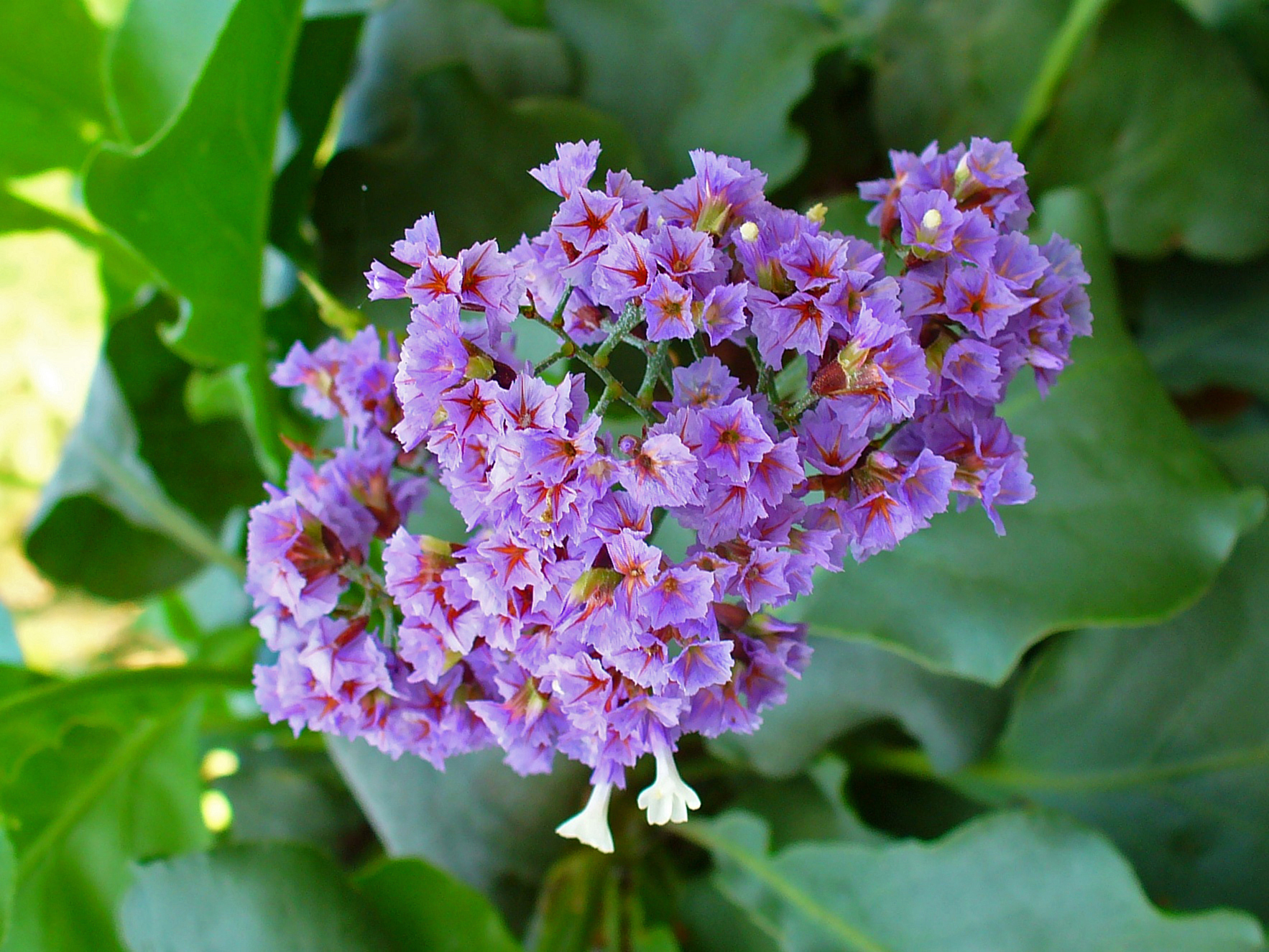
Inflorescencia

## Descripción
L.arborescens es un endemismo tinerfeño, muy raro en su hábitat natural, aunque se utiliza en jardinería. Se diferencia dentro del género por ser un arbusto alto, que puede sobrepasar el metro de altura, con hojas con peciolo largo, enteras y ovadas, con margen eroso y con escapo floral estrechamente alado. Esta especie se incluye en el Catálogo de Especies Amenazadas de Canarias, como sensible a la alteración de su hábitat, en la isla de Tenerife.

## Taxonomía
Limonium arborescens fue descrita por (Brouss. ex Webb & Berthel.) Kuntze y publicado en Revisio Generum Plantarum 2: 395. 1891.
Etimología
Limonium: nombre genérico que procede del griego leimon, que significa "pradera húmeda", aludiendo al hábitat de muchas de las especies del género.
arborescens: epíteto latino que significa "con tamaño o forma arbórea", aludiendo al mayor tamaño de esta planta respecto a otras especies del género.